# Софија прајд
Софијска Парада поноса мирни је марш ЛГБТ+ особа и њихове родбине и пријатеља, који комбинује друштвени и политички протест са забавним елементима. Одржава се сваке године у месецу јуну, у главном граду Бугарске, Софији од 2008. године. Прва парада  поноса у Софији одржана је 28. јуна 2008. године, на годишњицу Стоунволске побуне у Њујорку 1969. године. Истополне сексуалне активности постале су легалне 1. маја 1968. Између 1968. и колапса комунизма 1989. године земљом је владао диктатор, грађани нису били слободни и зато није било геј покрета или места за друштвена окупљања. Након што је 1990. године поново успостављена демократија, неколико геј барова и клубова отворило је своја врата у главном граду Софији, као и у Варни и Пловдиву.
Овај догађај се сматра најмасовнијом јавном демонстрацијом подршке људским правима у Бугарској, са наглашавањем протеста против ксенофобије и начина да се ЛГБТ+ пријатељима и рођацима покаже љубав и подршка, али и надахнуће за сигурност и понос ЛГБТ+ особа и свих мањина које се осећају потлаченим и пате од предрасуда друштва. Иако догађај подржавају многи домаћи и међународни партнери и представници дипломатске заједнице у Бугарској, као и организације за људска права, он се такође поларише. Многи грађани сматрају Прајд у Софији провокацијом и непотребним спектаклом, тврдећи да цео догађај има мало сврхе осим да вређа традиционалне вредности.
Године 1992. основана је БГО (Бугарска Геј Организација) „Гемини“, до тада највећа геј непрофитна организација у Бугарској, чиме је ЛГБТ+ особама омогућена видљивост. Престала је са радом 2009. године. Тренутно главна организација за заштиту ЛГБТ+ права у Бугарској је „Акција“.
Од 2012. организацију Софија Прајда чини одбор који се састоји од волонтера и независних невладиних организација. Административно лице догађаја је Фондација Билитис Истраживачки центар.
У 2019. години око 6.000 учесника марширало је на паради поноса у Софији.
Четрдесет година након што је хомосексуализам постао легалан, одржана је и прва Парада поноса. Прва Софијска парада поноса, коју је организовала БГО Гемини, одржана је 28. јуна 2008. године, а присуствовало је око 120 људи. Насиље је обележило прво поворку поноса у земљи. Нико није повређен, али покушаји напада на људе који учествују у поворци доказали су да је ниво мржње према ЛГБТ+ особама висок. Пре параде полиција је већ ухапсила 70 ултранационалиста и скинхедса. Полиција је била добро организована и успешно је спречила било какве жртве.
Друга Парада поноса одржана је 27. јуна 2009. године, а овај пут није било хапшења и насиља током поворке. Више људи је присуствовало, између 150 и 300. Друга поворка је била веома успешна и људи су махали са отворених прозора својих домова, било је и мање изговорене политичке опозиције против поворке, али истовремено Бугарска православна црква (БПЦ) дала је изјаву против параде (БПЦ је то урадила и на првој одржаној паради), док је неколико дана раније теолог са Теолошког факултета Универзитета у Софији направио своју анти-геј поворку поноса, због чега су били предмет ругања, али је и јавност пратила ова дешавања (БПЦ је такође онемогућила увођење регистрованих партнерстава у бугарском породичном закону исте године).
Дванаести по реду Софија Прајд одржан је 8. јуна 2019. године. Званична парола била је „Не давай власт на омразата“ (Не дај моћ мржњи.)
На манифестацији су наступили познати певачи попут Галене, Михаеле Филеве и победнице Евровизије 2018. године Нете Барзилај. Процењује се да је око 6.000 особа учествовало на Паради поноса. Подржало ју је 25 дипломата и представника међународних организација и фондација.